# Малявський (струмок)
Малявський — струмок  в Україні, у Яремчанській міській раді Івано-Франківської області, правий доплив Пруту (басейн Дунаю).

## Опис
Довжина струмка приблизно 4 км. Формується з багатьох безіменних струмків.  

## Розташування
Бере  початок на південних схилах гори Малява. Тече переважно на північний захід і у Яремче впадає у річку Прут, ліву притоку Дунаю.